# Hansen Band
Die Hansen Band war eine Hamburger Indie-Rock-Band, die vom Schauspieler Jürgen Vogel und Musikern des Independent-Labels Grand Hotel van Cleef für den Film Keine Lieder über Liebe gegründet wurde.

## Geschichte
Für den Film Keine Lieder über Liebe erhielt Jürgen Vogel, der in diesem Film einen Musiker spielt, eine Auswahl von 26 CDs, die er sich anhörte, um für seine fiktive Band eine Musikrichtung zu finden. Es gefielen ihm speziell die Alben von Kettcar und Tomte, worauf er sich mit diesen Bands in Verbindung setzte. Vogel und verschiedene Musiker des Labels Grand Hotel van Cleef gründeten nach einigen Proben die Hansen Band. Sie nahmen elf Stücke auf, die auch den Soundtrack des halbdokumentarischen Films bilden. Inzwischen trat die Hansen Band auch einige Male live auf.
Ein Konzert spielte die Hansen Band am 14. Dezember 2005 im Kölner „Bürgerhaus Stollwerck“. Am 6., 7. und 8. Juli 2007 gab die Hansen Band auf den Fest-van-Cleef-Festivals ihre angeblich definitiv letzten drei Konzerte.
Anlässlich des zehnjährigen Jubiläums der Plattenfirma Grand Hotel van Cleef kam die Hansen Band am 26. August 2012 in Hamburg erneut für einen Auftritt zusammen.

## Diskografie

### Alben
- 2005: Keine Lieder über Liebe

### Singles
- 2005: Kamera
- 2005: Baby Melancholie